# صموئيل فرنسيس
صموئيل فرنسيس (بالإنجليزية: Samuel Francis)‏ هو محامي أمريكي، ولد في 1830، وتوفي في 1906.